# Зразковий самець 2
«Зразковий самець 2» (англ. Zoolander No. 2) — американський комедійний фільм, знятий Беном Стіллером. Він є продовженням «Зразкового самця» 2001 року. Прем'єра стрічки в Україні відбулася 25 лютого 2016 року. Фільм розповідає про пригоди Дерека Зулендера, який повинен зупинити хвилю вбивств у світі моди.

## У ролях
- Бен Стіллер — Дерек Зулендер
- Оуен Вілсон — Гензель Мак-Дональд
- Вілл Ферелл — Джекобім Мугату
- Пенелопа Крус — Мелані Валентіна
- Крістен Віг — Алексанія Атос
- Фред Армісен — VIP
- Мілла Йовович — Катінка Інгабоговінанана
- Бенедикт Камбербетч — Олл
- Мадаліна Генеа — екзотична жінка
- Джон Малкович — Скіп Тейлор (камео)
- Александр Скашґорд — Адам (камео)
- Бек Беннетт — Джефф Мілле (камео)
- Стінг — камео
- Кеті Перрі — камео
- Наомі Кемпбелл — камео
- Джастін Бібер — камео
- Джордан Данн — камео
- Аріана Ґранде — камео
- Крістіна Гендрікс — камео
- Skrillex — камео
- ASAP Rocky — камео
- MC Hammer — камео
- Льюїс Гамільтон — камео
- Марк Джейкобс — камео
- Міка — камео

## Виробництво
Знімання фільму почались 7 квітня 2015 і закінчились 13 липня 2015 року.

## Сприйняття

### Оцінки
Фільм отримав загалом погані відгуки: Rotten Tomatoes дав оцінку 23 % на основі 164 відгуків від критиків (середня оцінка 4,4/10) і 31 % від глядачів зі середньою оцінкою 2,6/5 (36 603 голоси). Загалом на сайті фільми має погані оцінки, фільму зарахований «гнилий помідор» від кінокритиків і «розсипаний попкорн» від глядачів, Internet Movie Database — 5,2/10 (7 382 голоси), Metacritic — 34/100 (42 відгуки критиків) і 4,5/10 від глядачів (53 голоси). Загалом на цьому ресурсі від критиків фільм отримав погані відгуки, а від глядачів — змішані.

### Касові збори
Під час прем'єрного показу у США, що розпочався 12 лютого 2016 року, протягом першого тижня фільм показали у 3 394 кінотеатрах і він зібрав 13 841 146 $, що на той час дозволило йому зайняти 4 місце серед усіх прем'єр. Станом на 21 лютого 2016 року показ фільму триває 10 днів (1,4 тижня), зібравши у прокаті у США 23 718 011 доларів США, а у решті світу 17 100 000 $, тобто загалом 40 818 011 $ при бюджеті 50 млн доларів США.